# جادوگر (فیلم ۱۹۷۸)
جادوگر (به انگلیسی: Wiz) نام فیلمی موزیکال محصول سال ۱۹۷۸ است. کارگردان این فیلم سیدنی لومت و بازیگران آن دایانا راس و مایکل جکسون می‌باشند.